# Перед тем, как опустится ночь
«Перед тем, как опустится ночь» (фр. Juste avant la nuit) — фильм режиссёра Клода Шаброля, вышедший на экраны в 1971 году. Сценарий написан самим режиссёром по одноимённому роману Эдуарда Атья́.
За работу в этом фильме Стефан Одран была удостоена престижной премии БАФТА как лучшая актриса в главной роли

## Сюжет
В съёмной парижской квартире Шарль Массон (Мишель Буке) занимается садомазохистским сексом с Лорой (Анна Доукинг), женой своего лучшего друга, известного архитектора Франсуа Телье (Франсуа Перье). По просьбе Лоры Шарль душит её, но делает это слишком сильно, и она умирает. Шарль выходит на улицу и заходит в бистро, где встречает Франсуа, но ничего ему не говорит о случившемся. Они вместе едут в Версаль, где живут в соседних домах, построенных в модернистском стиле по проекту Телье. В кафе около дома Франсуа узнаёт, что с его женой произошёл несчастный случай, и уезжает обратно в Париж. В съёмной квартире он опознаёт убитую Лору, встречает ведущего дело инспектора полиции Каванна́ (Анри Атталь), а также хозяйку квартиры и подругу Лоры Джину Малларди (Марина Нинчи). Франсуа говорит, что никогда не следил за своей женой и не знал, есть ли у неё любовник.
Тем временем крайне подавленный Шарль Массон идёт домой к своей любящей жене Элен (Стефан Одран) и двум милым детям.
Через 3 дня Франсуа, Шарль и Элен едут на похороны Лоры, по дороге Шарль чуть было не сознаётся в убийстве. Во время похорон мадам Малларди очень пристально смотрит на Шарля, а на следующий день приходит к Франсуа и сообщает, что два месяца назад случайно видела, как Лора выходила из её дома вместе с Шарлем (которого она ни до, ни после этого случая не встречала). На вопрос, следует ли ей сообщить об этом факте в полицию, Франсуа говорит, что она обозналась, что этого не может быть, и категорически запрещает ей обращаться в полицию.
У Шарля, который руководит успешным рекламным агентством, возникает недостача на работе, в которой подозревают немолодого кассира, проработавшего в фирме уже более десяти лет. Дома Шарль не в силах больше терпеть груз моральной ответственности, и он сознаётся Элен, что у него был роман с Лорой, но говорит, что он закончился ещё до убийства. Элен принимает эту информацию сравнительно спокойно и предлагает на пару дней уехать на море. Во время прогулки вдоль берега Шарль не выдерживает и рассказывает Элен в деталях всю историю своих отношений с Лорой, включая сцену, когда он её задушил. Элен считает, что ради семьи и детей об этом никто не должен знать, а сам Шарль не должен никому об этом рассказывать.
Шарль и Элен возвращаются домой и готовятся к Рождеству, настроение у Шарля как будто налаживается. После Рождества к ним заходит Франсуа с подарками детям. После спокойно проведённого вечера Шарль вызывается проводить Франсуа домой и по дороге рассказывает ему обо всём, что произошло между ним и Лорой. Франсуа не винит ни Лору, ни Шарля, и считает произошедшее несчастным случаем. Он советует Шарлю ни в коем случае не рассказывать об этом полиции, поскорее обо всём забыть и вернуться к нормальной жизни.
Шарля вызывают в полицию, которая поймала сбежавшего с деньгами его фирмы кассира. Дело ведёт тот же инспектор Каванна, который доверительно сообщает Шарлю, которого знает как друга Франсуа, что у полиции практически нет шансов раскрыть убийство Лоры, так как нет абсолютно никаких улик, кроме отпечатков пальцев в квартире. Отдавая подписанное им заявление, Шарль с внутренней надеждой говорит инспектору, чтобы тот проверил и его отпечатки, но Каванна не обращает внимания на эти слова.
Шарль вновь впадает в глубокую депрессию и не может спать ночью. Он говорит Элен, что его мучения непереносимы и будут преследовать его всю жизнь, и потому ради правосудия и справедливости он решил пойти в полицию и во всём сознаться. Элен пытается его отговорить, утверждая, что этот шаг не принесёт никому пользы, а помимо самого Шарля пострадают невинные люди — его семья и дети, друзья и близкие, а также престарелая мать, которая может этого не перенести. Шарль говорит, что ради благополучия близких мог бы покончить жизнь самоубийством, но это было бы проявлением малодушия с его стороны. Он непреклонен и намерен утром идти в полицию, так как не видит никакого смысла мучиться и страдать лишний день, даже в окружении любимой семьи. Элен в итоге с ним соглашается и по его просьбе даёт ему стакан воды, в который добавляет (возможно, чрезмерную дозу) снотворного, они берутся за руки и тихо засыпают. В заключительной сцене Элен, сидя на морском побережье, читает письмо Франсуа, в котором упоминается, что Шарль несколько месяцев назад покончил жизнь самоубийством, а жизнь Элен и детей постепенно входит в нормальное русло.

## В ролях
| Актер         | Роль           |
| ------------- | -------------- |
| Стефан Одран  | Элен Массон    |
| Франсуа Перье | Франсуа Телье  |
| Мишель Буке   | Шарль Массон   |
| Жан Карме     | Жанно          |
| Анри Атталь   | Каванна́        |
| Доминик Зарди | Принс          |
| Селиа         | Жаклин         |
| Марина Нинчи  | Джина Малларди |
| Анна Доукинг  | Лора Телье     |

## Оценка критики
Роджер Эберт из «Чикаго Сан-Таймс» поставил фильму 3 1/2 звезды из 4:
«Перед тем, как опустится ночь» — один из лучших фильмов Шаброля на его любимую тему. Как выясняется, он может рассказать о своих героях значительно больше, чем представлялось вначале… Последние полчаса дадут серию поворотов морального плана, которые заставят нас задуматься о том, что правильно, а что нет. Кто кроме Шаброля способен взять такое очевидное  преступление, как убийство, и сделать его менее презренным, чем потребность в искуплении?
Майк Саттон из «Диджитал Фикс»:
Это увлекательное исследование вины, которое избегает наиболее очевидных повествовательных путей, углубляясь вместо этого в изучение того, как человек справляется со своей виной, и манера, в которой с фактом его преступления справляются те, кто вокруг него… Постановка Шаброля безупречна, удерживая зрителя железной хваткой, а его сценарий содержит много запоминающихся сцен.